# Civil parish

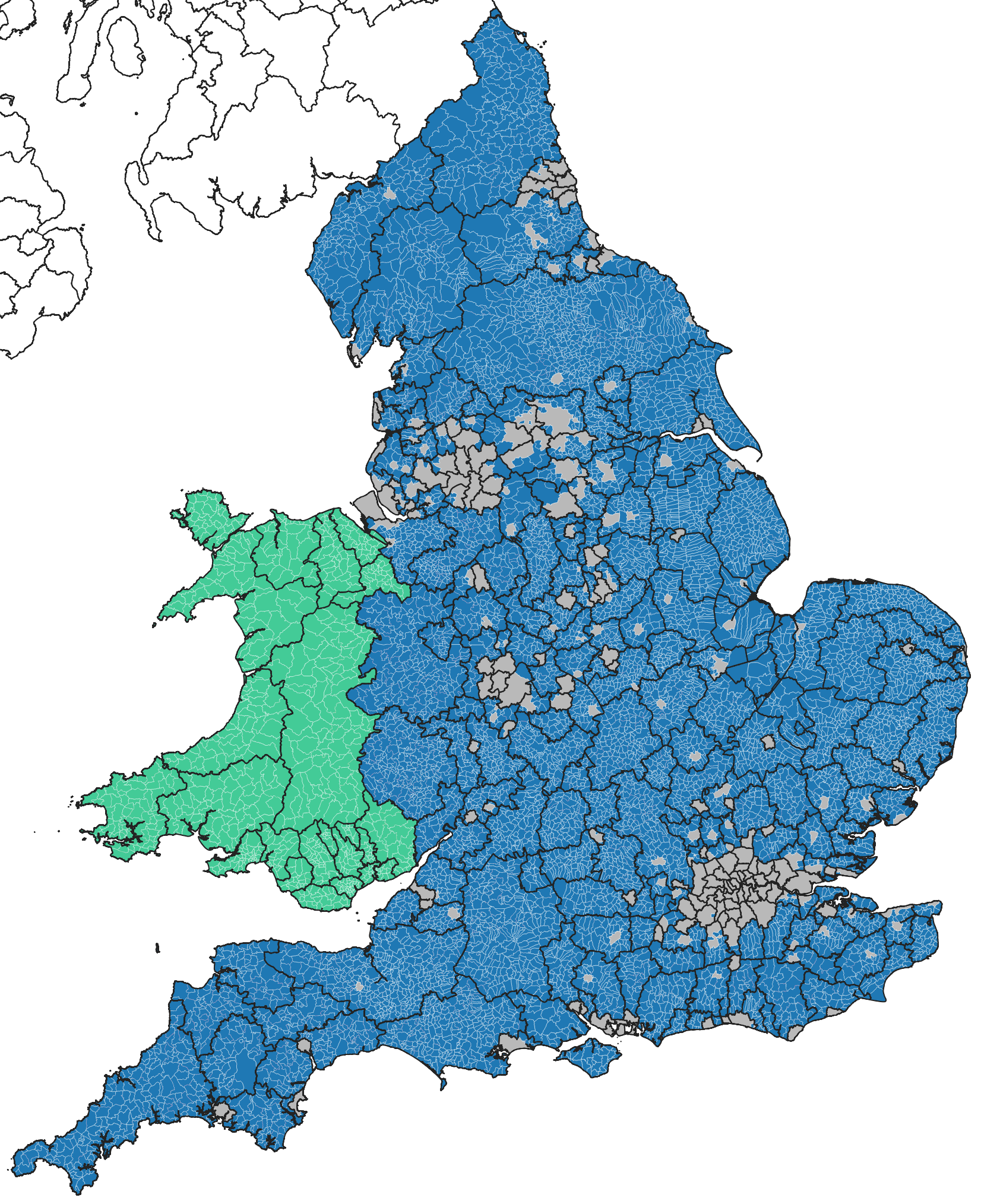
Civil parishes in Engeland (blauw) en gemeenschappen in Wales (groen)

Civil parish (‘burgerlijke parochie’) of kortweg parish is het laagste bestuurlijke niveau in Engeland. Ook een aantal voormalige Britse koloniën kreeg in de koloniale tijd civil parishes en in sommige van deze landen bestaat dit systeem nog steeds.

## Verenigd Koninkrijk
De parishes van Engeland ontstonden uit de parochies van de Anglicaanse Kerk. Vanaf 1555 werden ze verantwoordelijk voor de aanleg van wegen en in de eeuwen erop kregen ze steeds meer een bestuurlijke functie. De civil parishes in de huidige vorm werden ingesteld in 1894. Vroeger waren ze onderverdeeld in tithings (tienden).
In Wales bestonden er vroeger parishes maar deze zijn vervangen door gemeenschappen. In Schotland en Ierland bestaan ze formeel nog steeds, maar een bestuurlijke taak hebben ze niet.
Civil parishes komen niet overal in Engeland voor. Ze worden voornamelijk aangetroffen in agrarische, landelijke gebieden en in de kleinere stedelijke gebieden. De parishes zijn afgeschaft in Londen (in 1965) en andere grote stedelijke gebieden (in 1974), waar ze al voor de afschaffing nog maar weinig betekenis hadden.
Civil parishes variëren in omvang. Vele omvatten slechts kleine hamlets met minder dan 100 inwoners. Andere parishes omvatten towns met meer dan tienduizend inwoners. De grootste civil parish is Weston-super-Mare met 76.143 inwoners. Meestal vormen een aantal kleinere dorpen samen een parish.
Een parish wordt bestuurd door een council (raad). Een parish met minder dan 200 stemgerechtigden heeft geen bestuur maar kan wel bijeenkomsten organiseren. Er zijn ongeveer 8700 parishes en town councils in Engeland. De bestuursleden zijn vrijwel altijd vrijwilligers. Ze worden voor vier jaar gekozen. Het aantal leden per council varieert.

## Voormalige koloniën
Het begrip parish komt ook voor in voormalige koloniën van het Verenigd Koninkrijk. Het is dan vaak een bestuurlijke onderverdeling die overeenkomt met een gemeente of een provincie. Voorbeelden hiervan zijn:
Kanaaleilanden
- Gemeenten van Jersey

Caraïbisch gebied
- Parishes van Antigua en Barbuda
- Parishes van Barbados
- Parishes van Dominica
- Parishes van Grenada
- Parishes van Jamaica
- Parishes van Saint Kitts en Nevis
- Parishes van Saint Vincent en de Grenadines